# Bitwa pod Międzyrzeczem

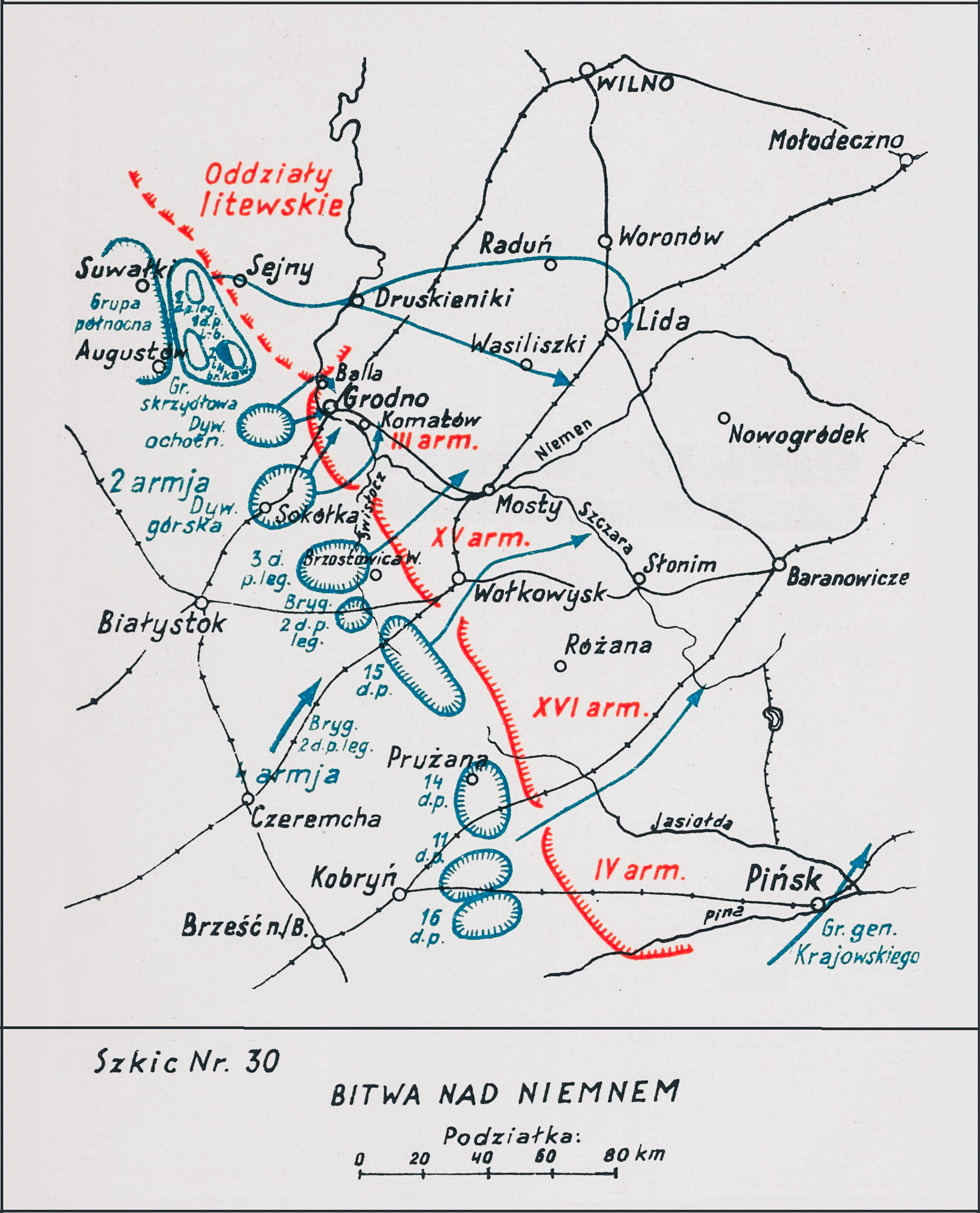
Adam Przybylski
Wojna Polska 1918 ― 1921

Bitwa pod Międzyrzeczem – część operacji niemeńskiej; walki polskiego 15 pułku ułanów z oddziałami sowieckiej 48 Dywizji Strzelców w czasie ofensywy jesiennej wojsk polskich w okresie wojny polsko-bolszewickiej.

## Sytuacja ogólna
Realizując w drugiej połowie sierpnia 1920 operację warszawską, wojska polskie powstrzymały armie Frontu Zachodniego Michaiła Tuchaczewskiego. 1 Armia gen. Franciszka Latinika zatrzymała sowieckie natarcie na przedmościu warszawskim, 5 Armia gen. Władysława Sikorskiego podjęła działania ofensywne nad Wkrą, a ostateczny cios sowieckim armiom zadał marszałek Józef Piłsudski, wyprowadzając uderzenie znad Wieprza. Zmieniło to radykalnie losy wojny. Od tego momentu Wojsko Polskie było w permanentnej ofensywie.
Po wielkiej bitwie nad Wisłą północny odcinek frontu polsko-sowieckiego zatrzymał się na zachód od linii Niemen – Szczara. Na froncie panował względny spokój, a obie strony reorganizowały swoje oddziały. Wojska Frontu Zachodniego odtworzyły ciągłą linię frontu już 27 sierpnia. Obsadziły one rubież Dąbrówka – Odelsk – Krynki – Grodno – Grodek – Kamieniec Litewski. Stąd Tuchaczewski zamierzał przeprowadzić koncentryczne natarcie na Białystok i Brześć, by dalej ruszyć na Lublin. Uderzenie pomocnicze na południu miała wykonać między innymi 1 Armia Konna Siemiona Budionnego.
Reorganizując siły, Naczelne Dowództwo Wojska Polskiego zlikwidowało dowództwa frontów i rozformowało 1. i 5. Armię. Na froncie przeciwsowieckim rozwinięte zostały 2., 3., 4. i 6. Armia.
10 września, na odprawie w Brześciu ścisłych dowództw 2 i 4 Armii, Józef Piłsudski nakreślił zarys planu nowej bitwy z wojskami Frontu Zachodniego. Rozpoczęły się prace sztabowe nad planem bitwy niemeńskiej. Pomyślana ona była jako pewna kontynuacja operacji warszawskiej, przy założeniu, że jej celem będzie ostateczne rozgromienie wojsk rosyjskiego Frontu Zachodniego.
Myślą przewodnią było związanie głównych sił przeciwnika w centrum poprzez natarcie w kierunku na Grodno i Wołkowysk. Jednocześnie północna grupa uderzeniowa, skoncentrowana na lewym skrzydle 2 Armii, miała szybkim marszem przeciąć skrawek terytorium litewskiego i wyjść na głębokie tyły oddziałów Armii Czerwonej, zaangażowanych w bój o Grodno i Wołkowysk.
Zgodnie z polskim planem operacji niemeńskiej, 23 września grupa gen. Władysława Junga ruszyła na Wołkowysk. Celem natarcia było opanowanie miasta, ściągnięcia na siebie odwodów sowieckich i odwrócenie uwagi od natarcia 3 Dywizji Piechoty Legionów na Brzostowicę Wielką.

## Walki pod Międzyrzeczem
20 września 15 pułk ułanów przybył do Prużan i maszerował dalej przez Mielniki, Zalesie, Truchowicze, do Huty. Tu otrzymał zadanie wykonania zagonu przez Łysków, Podorosk, Międrzyrzecz na Zelwę.
Do Podoroska pułk współdziałał z II batalionem 58 pułku piechoty. Wyparł nieprzyjaciela z Huty i Łyskowa, ale pod Podoroskiem sowiecka piechota, wspierana przez tulski pułk kawalerii, zatrzymała polskich ułanów. Dopiero wsparcie batalionu 58 pp i baterii artylerii spowodowało, że nieprzyjaciel został wyparty z Podoroska i cofnął się na Międrzyrzecz. 
23 września wzmocniony baterią artylerii konnej 15 pułk ułanów ruszył do natarcia w kierunku na Mielniki – Międzyrzecz – Zelwę. Osłaniał on prawe skrzydło Grupy Operacyjnej gen. Władysława Junga maszerującej na Wołkowysk. Zadaniem ułanów było też utrzymanie łączności taktycznej z sąsiednią 14 Wielkopolską Dywizja Piechoty. 
Tu, maszerujący w szpicy przedniej, 4 szwadron utknął w ogniu pododdziałów 144 Brygady Strzelców oraz Szkoły Czerwonych Dowódców. Spieszony szwadron uderzył na nieprzyjaciela. Jego natarcie wsparła bateria artylerii konnej. Jednocześnie uderzył 1 szwadron, w osłonie szwadronu karabinów maszynowych podporucznika Wittwera. Polskie natarcie utknęło w ogniu sowieckich oddziałów. Także natarcie skrzydłowe 5 szwadronu nie przyniosło spodziewanych rezultatów. Kilkugodzinny bój spowodował, że ułanom zaczęło brakować amunicji, a jej dostawy na pole walki były nieregularne. Nie mając dostatecznej ilości amunicji, pułk wycofał się pod Radziewicze.

## Bilans walk
15 pułk ułanów opóźnił marsz sowieckich oddziałów i tym samym umożliwił zajęcie Wołkowyska przez oddziały gen. Władysława Junga.
W walce stracił 4 zabitych oraz kilkunastu  rannych. Po bitwie odszedł dla odpoczynku do Podoroska.